# ルカーシュ・カルヴァフ
ルカーシュ・カルヴァフ（Lukáš Kalvach、1995年7月19日 - ）は、チェコ・オロモウツ出身のサッカー選手。カタールSC所属。ポジションはMF。チェコ代表。

## クラブ経歴
地元オロモウツのクラブであるSKシグマ・オロモウツの下部組織で育成され、2015年にBチームへと昇格。2016-17シーズンにFC MASターボルスコへとレンタル移籍し、2016年7月30日、SKクラドノとの試合でプロデビューを果たした。レンタルバック後の2017年7月30日、FKムラダー・ボレスラフとのリーグ戦でシグマ・オロモウツでのトップチームデビューを飾った。
2019年5月16日、FCヴィクトリア・プルゼニに移籍し、3年契約を交わした。
2025年6月18日、カタールSCに移籍した。

## 代表経歴
2019年10月14日、北アイルランド代表との親善試合にてチェコ代表初キャップを記録した。